# Cal Pastor (Castellcir)
Cal Pastor és una casa antiga del poble de Castellcir, en el terme municipal del mateix nom, a la comarca del Moianès.
Està situada a l'extrem de ponent del Carrer de l'Amargura, nucli primigeni de Castellcir. És la primera casa que es troba en entrar al poble venint de Castellterçol, al costat de Cal Cinto. A la llinda de la porta principal de la casa, que dona a llevant, es pot llegir Jauma Bach 1861.